# Premio Thomas Merton
El Premio Thomas Merton es un galardón otorgado por el Centro para la Paz y la Justicia Social Thomas Merton desde 1972 en la ciudad estadounidense de Pittsburgh, Pensilvania. Su nombre es un homenaje al monje trapense, poeta y pensador Thomas Merton, y se le concede a "individuos locales e internacionales que luchan por la justicia".

## Ganadores del premio
1972: James P. Carroll
1973: Dorothy Día
1974: Dick Gregory
1975: Joan Baez
1976: Dom Hélder Câmara
1977: Dick Hughes
1978: Obispo John Harris Burt & Obispo James Malone
1979: Helen Caldicott
1980: William Winpisinger
1981: Las personas de Polonia
1982: Arzobispo Raymond Hunthausen
1983: no otorgado
1984: Bernice Johnson Reagon
1985: Henri Nouwen
1986: Allan Boesak
1987: Miguel D'Escoto
1988: Daniel Berrigan
1989: Camaradas de El Salvador & Elizabeth Linder
1990: Marian Wright Edelman
1991: Howard Zinn
1992: Molly Rush
1993: Reverendo Lucius Walker
1994: Richard Rohr OFM
1995: Marian Kramer
1996: Winona LaDuke
1997: Ron Chisom
1998: Studs Terkel
1999: Wendell Berry
2000: Ronald V. Dellums
2001: Hermana Joan Chittister
2002: Obispo Leontine T. Kelly
2003: Voces en el Wilderness
2004: Amy Goodman
2005 Rev. Roy Bourgeois
2006: Angela Davis
2007: Cindy Sheehan
2008: Malik Rahim
2009: Dennis Kucinich
2010: Noam Chomsky
2011: Vandana Shiva
2013: Martin Sheen
2014: Jeremy Scahill